# Сосна песчаная
Сосна песчаная (лат. Pinus clausa) — североамериканский вид растений рода Сосна (Pinus) семейства Сосновые (Pinaceae).

## Ботаническое описание

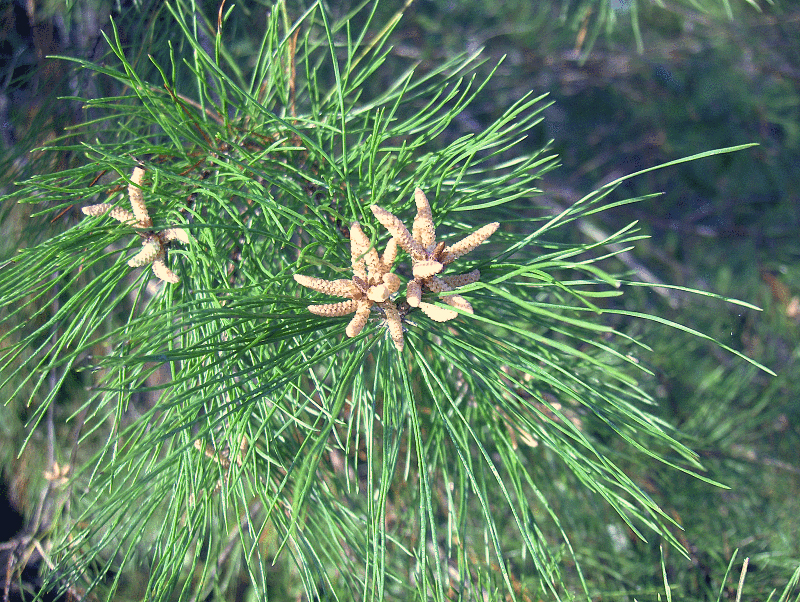
Мужские стробилы

Сосна песчаная — дерево до 21 м в высоту, ствол которого достигает 0,5 м в диаметре, с округлой или неправильной кроной. Кора тёмно-серая или серо-коричневая, чешуйчато-бороздчатая. Молодые ветки фиолетово-бурые или красно-коричневые, затем темнеющие до тёмно-серых.
Почки фиолетово-коричневые, цилиндрические, до 1 см.
Хвоя сохраняющаяся на протяжении 2—3 лет. Хвоинки собранные в пучки по 2, до 10 см длиной, различных оттенков тёмно-зелёного цвета; края хвоинок слабо зазубренные.
Мужские стробилы эллипсоидной формы, около 1 см длиной, жёлто-бурого цвета. Женские стробилы созревающие через два года, остающиеся на дереве ещё несколько лет, обычно симметричные, незрелые — ланцетовидные, затем раскрывающиеся и становящиеся широкояйцевидными, красно-коричневого цвета, 3—8 см длиной. Чешуйки жёсткие, с заострённой верхушкой.
Семена обратнояйцевидной формы, около 0,4 см, тёмно-коричневые, с крылом до 2 см.
Число хромосом — 2n = 24.

## Ареал
Сосна песчаная произрастает на территории двух изолированных участков — одного в центральной Флориде, другого — прибрежного, на северо-западе Флориды и юго-востоке Алабамы.

## Таксономия

### Синонимы
- Pinus inops subsp. clausa (Chapm. ex Engelm.) Engelm., 1880
- Pinus inops var. clausa Chapm. ex Engelm., 1877basionym